# NGC 5766
NGC 5766 este o astronomical radio source⁠(d) situată în constelația Balanța. A fost descoperită în 8 iulie 1885 de către Ormond Stone⁠(d). Se află la o distanță de 48,13 de megaparseci de Pământ.